# San Giustino (titre cardinalice)
Pour les articles homonymes, voir San Giustino (homonymie).
Le titre cardinalice de San Giustino (Saint-Justin) est érigé par le pape Jean-Paul II en 2003. Il est associé à l'église San Giustino, située dans le quartiere Alessandrino à Rome

## Titulaires
- Jean-Baptiste Pham Minh Mân (2003-)

### Sources
- (it) Cet article est partiellement ou en totalité issu de l’article de Wikipédia en italien intitulé « San Giustino (titolo cardinalizio) » (voir la liste des auteurs).